# Goliszów (przystanek kolejowy)
Goliszów – przystanek osobowy oddalony ok. 2 km od zabudowań wsi Goliszów, w województwie dolnośląskim, w Polsce. Wraz z wejściem 13 grudnia 2009 roku nowego rozkładu jazdy pociągów, przystanek jest nieużywany.

## Ruch pasażerski
W roku 2017 przystanek obsługiwał 0–9 pasażerów na dobę. W roku 2022 dobowa wymiana pasażerska na przystanku wynosiła 0-9 pasażerów.